# Bellecombe-Tarendol
Bellecombe-Tarendol é uma comuna francesa na região administrativa de Auvérnia-Ródano-Alpes, no departamento de Drôme. Estende-se por uma área de 13,48 km². Em 2010 a comuna tinha 74 habitantes (densidade: 5,5 hab./km²).